# Сухой Кагамлык
Сухо́й Кагамлы́к (укр. Сухи́й Кагамли́к) — река в пределах Кременчугского района в Полтавской области, Украина. Левая притока Днепра. Длина реки составляет 87,1 км (по другим данным 64 км), площадь бассейна 476 км². Долина маловыразительна. Речное русло умеренно извилистое, дно замутнённое. Наибольшая ширина речного русла — 94 м, ширина заплавов — 0,6 км. Современное состояние реки имеет ярко выраженный урбанизированный характер. Уклон реки — 0,52 м/км.

## Происхождение названия
Название имеет тюркское происхождение. Одна из гипотез происхождения — от тюркского слова «каган». Каган — наивысший титул предводителей у древних тюркских племен. Каганами также называли хазарских ханов и управляющих отдельными административными единицами. Обычно его интерпретируют как «заросшее исчезнувшее озеро» и «сырое заболоченное место». Впервые упоминается в 1671 году.

## Географическое расположение
Берёт начало за 1,5 км на восток от села Егоровка. Течёт преимущественно на юг, возле села Опрышки поворачивает на юго-запад. На берегу реки расположены следующие населённые пункты: Устимовка, Герасимовка, Коломицевка, Жуки, Опрышки, Пироги, Яроши, Устимовка, Набережное, Бабичовка, Погребы, Коржовка, Миловидовка, Гориславцы, Олефировка, Вольная Терешковка, Новая Знаменка. В Кременчуге протекает в северной части. В послевоенные года, во время застройки Кременчуга, Сухой Кагамлык и Кривая Руда, с которой он сливается на территории города, были частично засыпаны землёй, частично взяты в трубы. На берегах установлены отстойники сточных вод. На территории «Городского сада» зарыт в трубу диаметром 2 метра.

## Экология
Городская санстанция города Кременчуг в июне 2009 года взяла пробы воды в Сухом Кагамлыке в районе парка «Воинов-интернационалистов». Показатель содержания кишечной палочки составил 6200 при гранично допустимой концентрации 5000.